# سیارک ۱۳۷۹
سیارک ۱۳۷۹ (به انگلیسی: 1379 Lomonosowa، نامگذاری:1936FC) هزار و سیصد و هفتاد و نهمین سیارک کشف شده‌است که در ۱۹ مارس ۱۹۳۶ و در رصدخانه سایمیز کشف شد.
قدر مطلق سیارک برابر ۱۱٫۰۵ است.